# Rastislav
Rastislav was heerser van Moravië van 846 - 870?.
Hij kwam aan de macht in het vorstendom, later hertogdom, Moravië met steun van de Karolingische vorst Lodewijk de Duitser. In 846 werd zijn heidense oom Mojmír I, die in de jaren 830-840 Moravië tot een vorstendom gesmeed had, van de troon gestoten en zo deed het christendom zijn intrede onder dit Slavische volk. In zowel 861 als 864 kwam Karloman in opstand tegen zijn vader en kreeg daarbij steun van Ratislav en in 865 moest Lodewijk de Duitser erkennen dat Karloman recht had op een deel van het rijk.
Rastislav trachtte de zelfstandigheid van zijn vorstendom verder zeker te stellen door betrekkingen aan te knopen met Constantinopel. Hij had in 861 Rome om een bisschop gevraagd, maar toen de paus niet snel genoeg naar zijn zin aan zijn verzoek voldeed vroeg hij Constantinopel om hulp om zijn volk te kerstenen. Michael III van Byzantium stuurde hem Cyrillus en Methodius, die aan het werk gingen om de streek tot een bastion van het christendom te maken. Er was mogelijk wel zo iets als een Slavisch runenschrift (Runica of Vlasovice) geweest, maar wat daarin geschreven was werd later als heidens verbrand. De beide missionarissen ontwierpen een geheel nieuw schrift, het Cyrillisch schrift voor de liturgie. De liturgische taal was Slavisch en zelfs de paus gaf zijn toestemming voor het gebruik van iets anders dan Latijn. Hij was mogelijk beducht voor al te grote invloed uit Constantinopel in het Slavische gebied.
Als Rastislav zich wilde losscheuren van de Franken werd hij gevangengenomen en  blind gemaakt (en gedood?). Moravië kwam na hem onder Slavomír in opstand en in 870 werd Svatopluk I zijn opvolger.